# Thanda Royal Zulu
Thanda Royal Zulu was een Zuid-Afrikaanse voetbalclub uit Richardsbaai. De club werd in het seizoen 2016/17 kampioen in de National First Division. De club werd overgenomen door divisiegenoot AmaZulu FC. De kleuren van de club waren rood en blauw.
De club bestond al als Benoni Premier United. In 2007 werd het opgekocht door een Zweeds consortium met daarin onder meer Sven-Göran Eriksson. De club werd door de nieuwe eigenaars verplaatst van Benoni naar Richardsbaai. De naam werd toen veranderd naar Thanda Royal Zulu.

## Bekende (ex-)spelers
- Árni Arason
- Tsepo Masilela
- Bernard Parker